# Замок Хагенвиль
Замок Хагенвиль — полностью сохранившийся средневековый замок на воде в общине Амрисвиль в швейцарском кантоне Тургау.
По всей видимости, замок был возведён в начале XIII веке, и служил родовым гнездом роду фон Хагенвиль, первые упоминания о которых также относятся к этому времени. Рудольф фон Хагенвиль, в 1227 году принимавший участие в Крестовом походе Фридриха II, завещал замок, а также большую часть своего имущества монастырю св. Галла; что привело к открытому конфликту с его наследниками, решённому не без военного вмешательства со стороны монастыря.
В последующие столетия санкт-галленский монастырь передавал замок в управление различным дворянским родам, например, Ланденбергам из современного кантона Цюрих или Пайгрер (Paygrer) из Констанца. В 1504 году замок отошёл швабскому роду Бернхаузен, которые, как и Пайгрер,  были монастырскими министериалами из Констанца, и во владении которых Хагенвиль находился вплоть до 1684 года.
Во время Тридцатилетней войны замок был разорён шведскими войсками.
В конце XVII века (с 1684 года), когда Хагенвиль снова перешёл под непосредственную власть монастыря Санкт-Галлен, в замке размещался монастырский фогт, осуществлявший функции местного управления и низшей судебной инстанции. Постепенно замок был облюбован и аббатами монастыря в качестве летней резиденции, и соответствующим образом перестроен в первой половине XVIII века.
После упразднения монастыря замок Хагенвиль был куплен его тогдашним управляющим Бенедиктом Ангерном, наследники которого владеют имением уже в седьмом поколении.
В замке расположен ресторан и несколько комнат для ночлега.